# Télévision Algérienne
Télévision Algérienne (arabisch التلفزيون الجزائري, DMG at-Tilifizyūn al-Ǧazāʾirī, deutsch Algerisches Fernsehen) ist ein algerisches TV-Netzwerk. Es wurde am 24. Dezember 1954 oder 1956 zur Zeit der französischen Kolonialherrschaft gegründet und hat seinen Sitz in El Mouradia in der Provinz Algier. 
Er ist der erste öffentlich-rechtliche Fernsehsender des Établissement public de télévision (EPTV), vorher Établissement national de télévision (ENTV), und einer der wichtigsten Unterhaltungs- und Nachrichten-Sender in Algerien.